# 山科家豊
山科家豊（やましな いえとよ、 - 永享3年（1431年）1月4日）は、室町時代前期の公卿。初名は山科教豊。

## 官歴
- 応永32年（1425年）：従三位、右衛門督
- 応永34年（1427年）：参議
- 永享元年（1429年）：正三位、土佐権守

## 系譜
- 父：山科教興
- 子：山科顕言